# Typologi (teologi)
Typologi (grekiska τύπος, typos, ”form”, ”mönster”, ”prägel”, och λόγος, logos, ”ord”) är läran om överensstämmelser mellan Gamla och Nya Testamentet, vilken grundar sig på uppfattningen att Nya Testamentet är en uppfyllelse av Gamla Testamentet. Tanken är att Gud låtit händelser i Gamla Testamentet äga rum på ett sådant sätt, att de förebildar det som skulle ske med och genom Jesus. Man kan säga att typologin är ett slags profetia i handling.
Jesus använder själv detta synsätt. Han säger till exempel att han måste upphöjas (det vill säga på korset) på samma sätt som Mose upphöjde kopparormen i öknen (Johannesevangeliet 3:14–15; Fjärde Moseboken 21:4–9) och att han måste vara i jordens inre (vara död) i tre dagar och tre nätter, på samma sätt som Jona var i den stora fiskens buk i tre dagar och tre nätter (Matteusevangeliet 12:38–41; Jonas bok 2:1, 11). Typologin var viktig för den tidiga kyrkans försök att förstå vem Jesus är och vad han gjort. Den har även genom historien haft en stor betydelse för teologi och Bibelutläggning.